# Monte Bulusán
El monte Bulusán es un volcán activo al extremo sudeste de la isla Luzón, en la provincia de Sorsogon, región de Bícol, Filipinas. Es un estratovolcán. El cráter del volcán tiene una altitud de 300 m (1000 pies) de diámetro con numerosos flujos de lava por los lados. Hay tres cráteres del lado sudoeste; los más bajos son lagos. Las islas de Masbate y Ticao están al sudoeste. Bulusán ha hecho erupción al menos 13 veces desde 1886, la última vez en 1988.
El volcán forma parte de la cadena volcánica Bícol que se extiende desde el norte de Camarines hasta el norte de Sorsogon en el sur. Esta cadena es frecuentemente denominada cinturón volcánico; está compuesta por volcanes activos y geológicamente jóvenes. Probablemente relacionados con la falla de las Filipinas. 
Bulusan está rodeado de varios picos, como el monte Homahan, el monte Binactan, el monte Batuan, el monte Juban, el monte Calaunan, el monte Tabon-Tabon, el monte Calungalan y el monte Jormajan.